# هیولا (فیلم ۲۰۰۵)
هیولا (به چینی: 怪物) یک فیلم سینمایی ترسناک هنگ کنگی به کارگردانی چانگ پو سوئی محصول سال ۲۰۰۵ با بازی کارنا لام، شو چی، الکس فونگ و لام سوئت است.